# Klipperaak

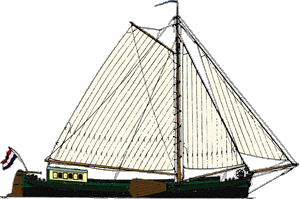
Tekening klipperaak Vagebond

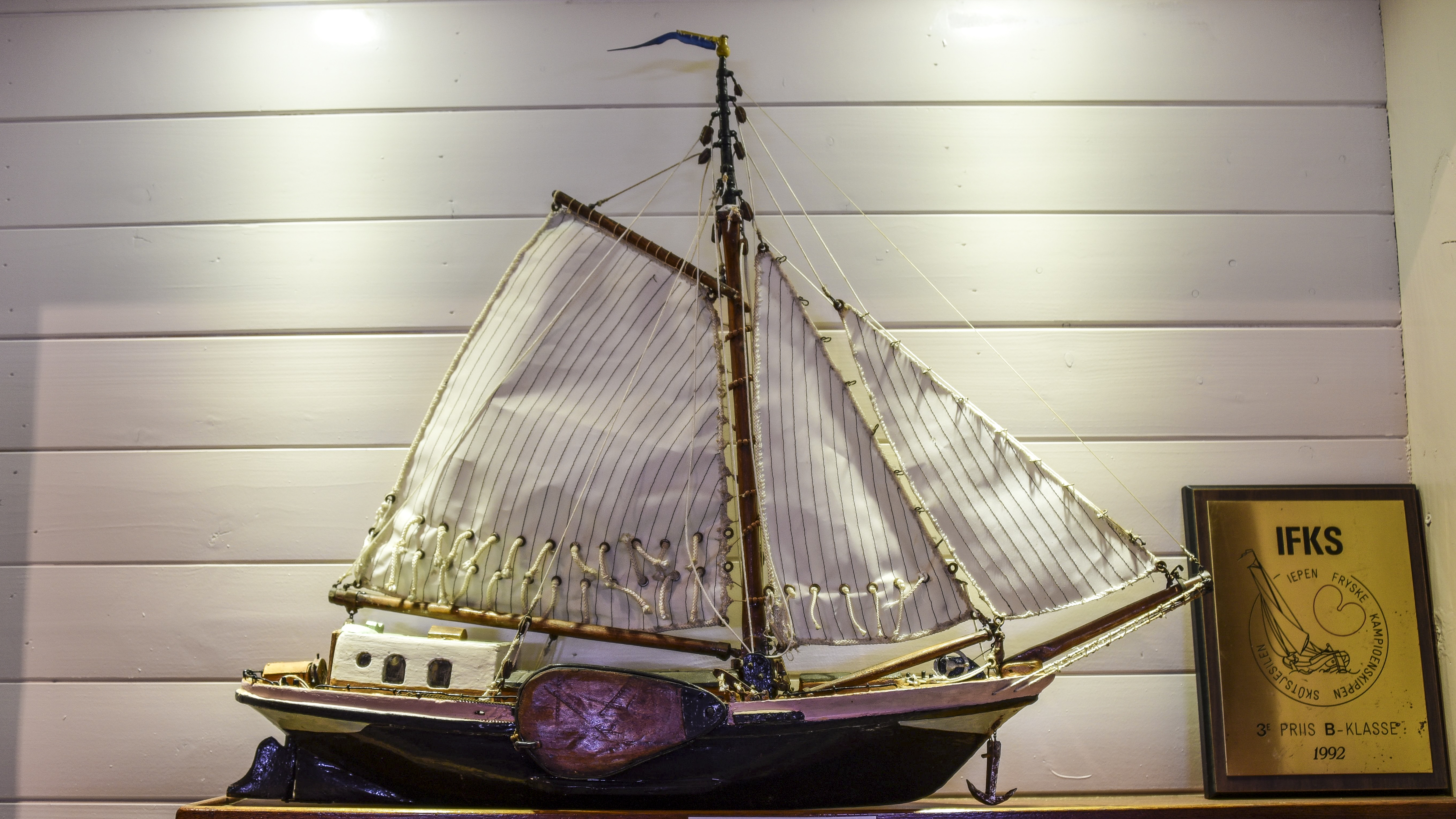
Model van een klipperaak op het museumschip Tordino

De klipperaak is een Nederlands zeilend binnenvaartschip. De klipperaken zijn, evenals de (binnen-) klippers, aken en tjalken, stalen/ijzeren zeilschepen
met een plattebodem, een gaffeltuig en twee zwaarden.

## Scheepstype
Het type is eigenlijk afgeleid van de Nederlandse binnenvaartklipper. De klipperaak onderscheidt zich van de (binnen)klipper door het achterschip. In plaats van een
teruglopend achterschip en het hek achter de roerkoning, heeft de klipperaak een vol en rond achterschip met aanhangend roer, zoals de aak of tjalk. Daarom heeft het schip van oorsprong geen stuurwiel maar een helmhout waarmee gestuurd wordt. Door dit volle achterschip had het schip ook een groter achteronder dan de klipper, zodat er meer leefruimte was voor de schipper en zijn gezin. Verder is de kop van de klipperaak vaak minder spits dan van een vergelijkbare klipper. Over het geheel genomen is de
klipperaak daarmee een "voller" schip dan de klipper.
Klipperaken zijn gebouwd op verschillende Nederlandse scheepswerven tussen ongeveer 1890 en 1930. Het afmetingen variëren van 17 x 3,5 m tot 30 x 5,5 m. Sommige klipperaken zijn naderhand verlengd om zo meer vracht te kunnen vervoeren.